# Arturo Osuna
Arturo Osuna Ordoñez (n. Salou, Tarragona, 22 de mayo de 1997), más conocido como Arturo Osuna, es un futbolista español. Juega de defensa central y su equipo actual es el Louisville City FC de la USL Championship, la segunda categoría del fútbol estadounidense.

## Trayectoria
Nacido en Salou, provincia de Tarragona, Arturo es un jugador formado en la cantera del Club de Futbol Pobla de Mafumet con el que llegó a debutar en la temporada 2016-17 en la Tercera División de España, con el que jugó 11 partidos.
En el filial del Club Gimnàstic de Tarragona disputó 5 partidos durante la temporada 2017-18 y en la segunda vuelta de la competición reforzó a la Unió Esportiva Castelldefels de la Tercera División de España, donde disputó 18 partidos. 
En la temporada 2018-19, regresó al Club de Futbol Pobla de Mafumet, con el que disputó 29 partidos en los que anotó un gol.
En septiembre de 2019, ingresó en la Universidad de Pittsburgh para jugar durante dos temporadas con los Pittsburgh Panthers.
En su primera temporada, disputó 18 partidos y fue nombrado en el Equipo de primer año de All-ACC y en el Equipo de torneo de All-ACC.
En la temporada 2020-21, fue titular en 20 partidos y terminó la temporada con tres goles y dos asistencias.
El 11 de febrero de 2022, el defensa fue elegido en 39 posición de la general en el superdraft  2022 de la Major League Soccer (MLS), la primera división de fútbol norteamericana, por el Houston Dynamo.
El 17 de febrero de 2022, el defensa salouense firma por el Pittsburgh Riverhounds de la USL Championship, la segunda categoría del fútbol estadounidense, por una temporada con opción a otra.
El 8 de diciembre de 2023, firma por el Louisville City FC de la USL Championship, la segunda categoría del fútbol estadounidense.

## Clubes
| Club                                  | País           | Año             |
| ------------------------------------- | -------------- | --------------- |
| Club de Futbol Pobla de Mafumet       | España         | 2016-2019       |
| Unió Esportiva Castelldefels (cedido) | España         | 2018            |
| Pittsburgh Panthers                   | Estados Unidos | 2019-2021       |
| Pittsburgh Riverhounds                | Estados Unidos | 2022-2023       |
| Louisville City FC                    | Estados Unidos | 2024-Actualidad |